# 赖索
《赖索》是黄凡的一篇政治寓言短篇小说，1979年10月3日发表于《中国时报》。曾获中国时报甄选文学奖小说首奖。

## 情节
1979年夏季某日，赖索坐在电视机前，看到他以前的偶象韩志远先生出席访谈节目，引发回忆。日据时代的末期，他渡过了贫困的童年。日本投降后，家里仍然穷困不堪，但父母咬牙拼命让他受了中等教育。青年时，他对政治产生兴趣，崇拜上了韩先生。在韩的煽动下参加了台独的活动，为其散发传单，结果被判10年监禁。在狱中，他不但常与其他囚犯斗殴，还打小报告。而韩看到政治情势紧张则逃亡日本去逍遥，等到局势缓和才回国。赖索30岁出狱，靠大哥在果酱厂得了个职位，混混沌沌过日子。之后由于一肥胖烂俗的女子结婚，还生了三个孩子。他折腾着去见韩先生，发现对方已经不认识自己，韩不但感谢政府“宽大”，还说自己是接受中共统战分子的煽动才主张台湾“解放”，独立自治……

## 写作技巧和主题
小说运用意识流的手法，蒙太奇式的剪接让人于断层中求意义，而且适应所反映的时代。小说受到索尔·贝娄作品《赫索格》的影响。赖索代表小人物，也代表革命者，结果最后信仰破灭。韩先生式的正义神话在小说发表后不断上演，体现了作品的预言性。